# Sally Hemings
Sally Hemings, właśc. Sarah Hemings (ur. ok. 1773 w Hrabstwie Charles City w stanie Wirginia, zm. 1835 w Charlottesville) – amerykańska niewolnica prezydenta USA Thomasa Jeffersona. Służyła jako pomoc domowa.

## Kontrowersja Jefferson-Hemings

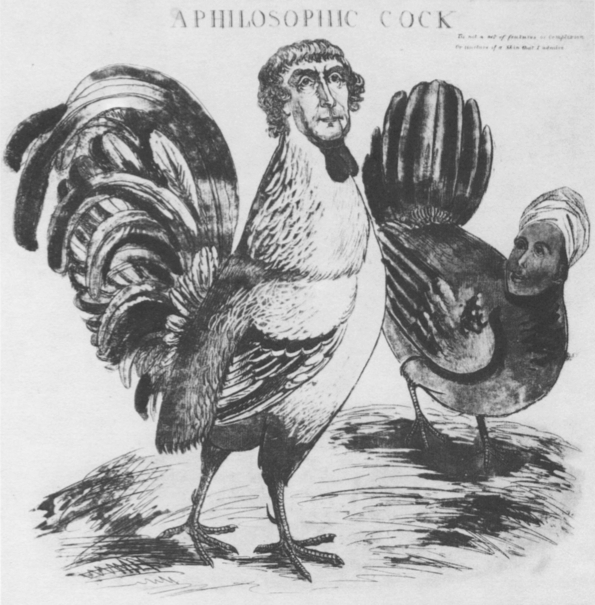
Karykatura z ok. 1804 roku przedstawiająca prezydenta Thomasa Jeffersona oraz niewolnicę Sally Hemings

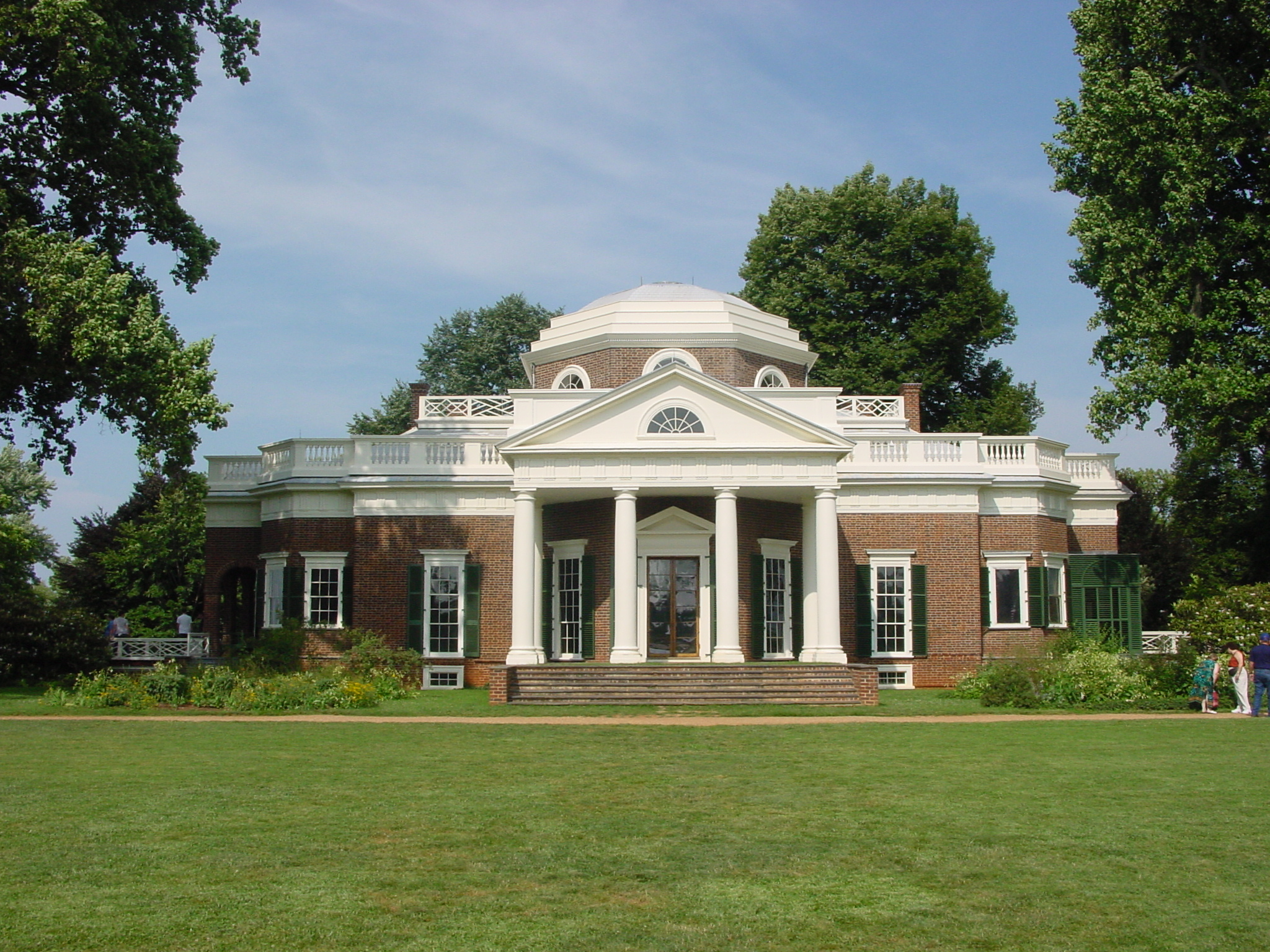
Monticello, posiadłość prezydenta Thomasa Jeffersona w której pracowała Sally Hemings

Sally Hemings przeszła do historii jako konkubina prezydenta Jeffersona. Pierwszym artykułem o rzekomym związku prezydenta był opublikowany w 1802 roku w gazecie „Recorder” z Richmond tekst autorstwa Jamesa Thomasa Callendera:

Jest sprawą szeroko znaną, że powszechnie szanowany przez ludzi człowiek od wielu lat utrzymuje jako swoją konkubinę jedną ze swych niewolnic. Ma ona na imię Sally. Jej najstarszy syn ma na imię Tom. Bardzo podobny jest on do prezydenta... Sally podróżowała do Francji tym samym statkiem co Jefferson i jego córki. Delikatność tej sytuacji musi uderzać każdego rozsądnego człowieka”.

W 1998 roku w brytyjskim czasopiśmie naukowym „Nature” został opublikowany artykuł naukowców, którzy celem potwierdzenia ojcostwa Jeffersona przeprowadzili badania genetyczne. Wyniki nie wykluczyły ewentualności, jakoby Jefferson mógł być ojcem przynajmniej jednego z dzieci Sally Hemings, a konkretnie jej najmłodszego syna.

## Odniesienia w filmie
Na temat rzekomego związku prezydenta Jeffersona z Sally Hemings powstał film Amerykański skandal z 2000 roku w reżyserii Charlesa Haid. Wątek romansu porusza także film Jefferson w Paryżu z 1995 roku.